# Суперкубок Мальти з футболу 2007
Суперкубок Мальти з футболу 2007  — 23-й розіграш турніру. Матч відбувся 10 серпня 2007 року між чемпіоном Мальти клубом Марсашлокк та володарем кубка Мальти клубом Гіберніанс.
| Володар Суперкубка Мальти 2007 |
| ------------------------------ |
|                                |
| Гіберніанс Другий титул        |

## Матч

### Деталі
| 10 серпня 2007 |

| Марсашлокк | 1:3 | Гіберніанс         |
| ---------- | --- | ------------------ |
| Веллмен    |     | Алкорсе Коен Агіус |

| Національний стадіон, Та-Калі |